# 小行星3628
小行星3628 Božněmcová是一顆 軌道週期 1478.2672540 天 (4.05 年)的主帶小行星。
這顆小行星是在1979年11月25日發現的。 